# Up the Junction
Up the Junction är ett album av Manfred Mann med Mann och Huggs soundtrack till filmen Up the Jucnction, baserad på en roman av Nell Dunn. Albumet släpptes 1968 på Fontana Records.

## Låtlista[1]
Side one
1. "Up the Junction" (Hugg, Mann) – 4:38
2. "Sing Songs of Love"(Gill, Hugg, Mann) – 2:01
3. "Walking Round" (Hugg) – 2:17
4. "Up the Junction" (Hugg) – 1:12
5. "Love Theme" (Hugg, Mann) – 2:15
6. "Up the Junction" (Hugg) – 1:48

Side two
1. "Just for Me" (Hugg) – 2:26
2. "Love Theme" (Hugg, Mann) – 2:03
3. "Sheila's Dance" (Hugg, Mann) – 2:04
4. "Belgravia" (Hugg, Mann) – 2:46
5. "Wailing Horn" (Hugg, Mann) – 2:24
6. "I Need Your Love" (Hugg) – 1:41
7. "Up the Junction" (Hugg) – 2:15